# Oi!
Oi!, street punk (punk uliczny) – podgatunek w obrębie muzyki punk, zapoczątkowany w Wielkiej Brytanii pod koniec lat 70. XX w., będący połączeniem klasycznej stylistyki wczesnych zespołów punkowych (The Clash, Ramones) i zespołów typowych dla subkultury skinheadów czyli szeroko pojętego ska. Jest to także określenie subkultury młodzieżowej z nim związanej.

## Historia
Oi! wykształcił się jako rodzaj opozycji wobec artystycznych eksperymentów części zespołów punkowych, jak również nazbyt politycznej postawy innych. W zamierzeniu miał podtrzymywać proste, „uliczne” korzenie punk rocka i dawać wyraz solidarności członków subkultury ze środowiskiem wielkomiejskich robotników, z którego w większości się wywodzili. Związek ten podkreślała sama jej nazwa. Pierwotne określenie street punk zostało wyparte przez słowo Oi!, w robotniczym slangu oznaczające coś niespodziewanego, używane również jako pozdrowienie. Po raz pierwszy użył go, jako nazwy ruchu, dziennikarz muzyczny Garry Bushell we wczesnych latach 80., zainspirowany piosenką zespołu The Cockney Rejects: „Oi! Oi! Oi!”.
Za najważniejsze zespoły oi! (czy też ojowe) w początkowej fazie jego istnienia uważa się m.in.: Cock Sparrer, The Cockney Rejects, Angelic Upstarts, Slaughter and the Dogs, Anti-Nowhere League czy Sham 69. Ich następcami byli m.in.: The Business, The Last Resort, The 4-Skins, The Burial, Infa-Riot i inne.
Jednym z założeń ideologicznych ruchu było promowanie jedności między punkami i skinheadami (wyrazem tego było hasło: Punx and Skins unite and win; w Polsce: Punki, Skini – zjednoczeni i silni!). Większość zespołów oi! nie porusza tematyki politycznej. Muzycy z Sham 69 czy The Oppressed mocno angażowali się w antyfaszyzm (patrz: Skinheads Against Racial Prejudice). Inne zespoły, jak np. Angelic Upstarts czy później Los Fastidios i Brigada Flores Magon poszły dalej, wplatając w swoje teksty o życiu klasy robotniczej, elementy lewicowe.
Muzyka, jak i cała subkultura z nią związana, zdobyła największą popularność w Wielkiej Brytanii, Japonii i Ameryce Północnej, aczkolwiek lokalne sceny powstawały wszędzie tam, gdzie docierała muzyka punk, także w Polsce. Amerykańską odpowiedzią na ekspansję oi! był rozwój hardcore, który, podobnie jak oi! odwołując się do pierwotnej punkowej ekspresji, zdobył jednak większą popularność wśród szeroko pojętej klasy średniej.

## Treści
Treści głoszone w piosenkach Oi!owych praktycznie nie odnoszą się w żaden sposób do bieżącej polityki. Często spotykane jest podkreślenie apolityczności, a w szczególności braku powiązań z radykalnymi ruchami politycznymi, takimi jak faszyzm i komunizm.
Teksty street punkowych piosenek podkreślają silne scalenie i zjednoczenie grupy. Wiele treści głosi przywiązanie Oi!owców do piłki nożnej, alkoholowej zabawy (trunkami są zazwyczaj piwo i wódka, tanie wina owocowe są uważane za punkowe), tatuaży i wspólnego stylu ubierania.
Uwypuklona jest silna niechęć, granicząca z nienawiścią do policji (ale i prawa generalnie). Często nieakceptowani są również hipisi, jednak nie wszystkie zespoły grające Oi! deklarują nietolerancję dla tego ruchu. Poruszany jest również problem narkomanii przedstawiony w negatywnym świetle (zarówno jeśli chodzi o branie narkotyków „twardych”, jak i „miękkich”).
Widoczny jest charakterystyczny dla subkultury skinhead kult siły, prezentowany również na niektórych okładkach płyt. W subkulturze Oi! występują dwie tak zwane opcje: Oi! Punk i Oi! Skinhead.

## Współczesność
Od połowy lat 90. XX w. obserwuje się ponowny wzrost zainteresowania oi!, m.in. powstały nowe grupy grające tę muzykę.